# 프엉미찌
프엉미찌(베트남어: Phương Mỹ Chi, 2003년 1월 13일~)는 베트남의 가수이다.
Phuong My Chi는 그녀의 우상 인 가수 Huong Lan이 노래하며 좋은 노래를 부르며 My Chi에게``해피 어머니의 생일 이라는 노래를 부르도록 지시했다.
My Chi는 우승할 것으로 예상되는 후보이다. 2013년 9월 7일, 미치는 1위 참가자보다 약 1.9% 적은 점수를 받아 논란이 많은 피날레 이후 대회 2위에 올랐다. 이 미치는 5천만 동의 상금을 받았고, 미치는이 돈으로 어머니의 집을 짓겠다고 했다.
2013년 9월 말 Phuong My Chi는 MV 'The Sadness of My Mother'를 발매했고, 이번 MV는 Zing Music Award를 수상하며 MV가 가장 많은 주 동안 차트 1 위를 차지했다.
2014년 (2013년 베트남 어린이 보컬 참석 후) Phuong My Chi는 아티스트 Tran Thanh과 함께 Hai Lua 영화에 참여했으며 Phuong My Chi는 10 개의 남성 민요가 포함된 앨범 Que Em Mua Nuoc Lu를 발표하였다. 예 : 내 고향 홍수 시즌, Cau Ho Dieu Ly Con Day와 동시에 Phuong My Chi는 홍수 시즌에``Home 이라는 노래로 VTV가 제작한 좋아하는 노래의 챔피언을 달에 5 번, 24 번 우승했다. 첫번째 주
2015년 푸옹 미치는 꽝레 엔터테인먼트가 프로듀싱 한 플러드 시즌 뮤직 비디오 '내 나라'를 발매하고 '남 꾸옹과 함께하는 얼굴 탄 퀜니'프로그램에 참여했다.
2016년 Phuong My Chi는 Bolero 2016의 챔피언 Trung Quang과 함께 "Waiting for people"이라는 제목의 MV 인 데뷔 MV Bolero를 발표했다.
2017년 Phuong My Chi는 MV May Chieu를 발매하고 2 집 앨범 Thuong to the Central region을 발매했다.
2019년 Phuong My Chi는 16 세를 기념하기 위해 미니 앨범 "16 spring and moon"을 발표했으며,이 앨범은 Phuong My Chi가 가수 Thuy Trang과 함께 프로듀싱했으며, 또한 Phuong My Chi는 2019년 MV Lien Khuc을 발표했다. Ba Mien 버전 2019, MV는 절친한 친구 Quang Nhat, Phuong Duyen과 결합 된 곡으로, Phuong My Chi, Quang Nhat, Phuong Duyen이 2013년 베트남 어린이 보컬 콘테스트에 참가한 곡이다.
2020년 Phuong My Chi는 앨범 Bat Nha Thuyen을 발매할 예정이다.이 앨범은 My Chi가 할머니에게 노래를 바치고 Vu Lan 휴가 시즌에 노래를 보내고 싶어하는 앨범이다.
2025년, 프엉미찌는 '아름다운 여자들이 하이한다고 말하는' TV 프로그램에 참가했습니다.